# 差押
差押え（さしおさえ）とは、国家権力によって特定の有体物または権利について、私人の事実上・法律上の処分を禁止し、確保すること。新聞・テレビなどでは一般に「差し押さえ」と表記される。

## 民事手続

### 民事執行法上の差押え
民事執行法上の差押えは、債権者の権利の実現のために、国が債務者に、財産（不動産、動産、債権）の処分を禁止することをいう。原則として強制執行（競売や強制管理）に入る前段階の措置として行われる。このような処分禁止措置が強制執行の開始決定時に講じられるのは、開始決定があったにもかかわらず、いつまでも債務者が自己の財産を自由に処分できる状態にしておくと、債務者は執行を免れようと財産の譲渡や隠蔽を行なう可能性があるためである。しかし、債務者の財産処分の全てを禁止するとすると私的自治の原則に反し、債権者の権利濫用にもつながる。そこで、債務者の総財産のうちで債務者の生存に必要な部分を差押禁止財産とし、なおかつ、無剰余差押（強制執行後配当が出ない差押）と、超過差押（債権者の被保全債権の額が予想配当額を上回る差押）を原則禁止することで債務者の保護を図っている。
差押えの申立てには、時効中断効がある（民法147条2号）が、権利者の請求によりまたは法律の規定に従わないことにより取り消されたときは、時効中断効を生じない（同法154条）。

### 差押えの種類
民事執行法上の差押えは、差押財産の種類によって大別して3種類に分かれる。
- 不動産の差押手続は、民事執行法45条以降、93条以降を参照
  - 開始決定を行った裁判所の嘱託により差押の登記が行われ（48条）、強制競売又は強制管理の手続が進行する。
- 動産の差押手続は、民事執行法122条以降を参照
  - 執行官が対象となる動産を物理的に差押えて占有し（123条）、売却し（134条）、売得金を債権者に配当する。
  - 第131条（差押禁止動産）

- 債権の差押手続は、民事執行法143条以降を参照
  - 債権者の申立てにより第三債務者に対して陳述の催告が行われ、第三債務者は債権の存否等を回答する（147条）。債権者は、差押の競合がなければ当該債権を裁判上（取立訴訟、157条）又は裁判外で取立てることができる（155条）。転付命令を得ることもできる（159条）。
  - 差押の競合がある場合は、第三債務者は供託し（156条2項）、執行裁判所による配当が行われる（166条）。
  - 第152条（差押禁止債権）

なお、仮差押えについては民事保全法及び仮差押えを参照。

## 刑事手続
刑事手続における差押えとは、物の占有を強制的に取得する処分をいう（これに対し、任意に占有を取得する処分は領置と呼ばれ、差押えと領置を総称して押収と呼ぶ）。基本的に証拠物を対象とするが、逮捕に伴う無令状の差押え（刑事訴訟法第220条第1項第2号）の場合には、武器や逃走用具の差押えも可能と解されている。
捜査段階における差押えは原則として裁判官の発する令状により執行されるが（刑事訴訟法第218条）、適法な逮捕の現場で行われる場合には令状を要しない（憲法35条、刑事訴訟法220条）。

### 捜索差押許可状
差押えは、逮捕に伴う無令状の差押え（刑事訴訟法第220条第1項第2号）の場合を除き、捜索差押許可状によってなされる。
検察官、検察事務官又は司法警察員は、捜索差押許可状の発付を裁判官に対して請求することができる（刑事訴訟法第218条第3項）。裁判官はこれを受けて令状を発付する。
令状には、以下の記載事項が必要である（刑事訴訟法第219条第1項）。
- 被疑者若しくは被告人の氏名
- 罪名
罪名を記載すれば足り、適用法条を示す必要はない（最大決昭和33年7月29日刑集12巻12号2776頁）。
- 差し押さえるべき物
一般令状禁止の趣旨から、差押対象物は令状の記載自体によって特定される必要がある。この点に関して判例では「会議議事録、闘争日誌、資料、通達類、連絡資料、連絡文書、報告書、メモ」という例示に付加する形で「その他本件に関係ありと思料せられる一切の文書及び物件」と記載されても、差押え対象物の特定に欠けるところはないとされている（最判昭和51年11月18日判時837号104頁）。
- 捜索すべき場所、身体若しくは物
- 有効期間

### 令状の執行
検察官、検察事務官又は司法警察職員は、犯罪の捜査をするについて必要があるときは、裁判官の発する令状により、捜索及び差押えを行うことができる（刑事訴訟法第218条第1項）。
執行にあたっては、令状は被処分者に対して示す必要がある（刑事訴訟法第222条第1項、第110条）。

## 犯則事件調査
公正取引委員会や証券取引等監視委員会が行う犯則事件調査では、裁判所の発行する許可状により捜索、差押及び領置ができる（独占禁止法第102条、金融商品取引法第211条）。
なお、両者の犯則事件調査の結果、捜査当局に刑事告発し、差押物件を引き継いだ場合は、刑事訴訟法の規定により押収されたものとみなされる（独占禁止法第第116条第3項、金融商品取引法第226条第3項）。

## 行政法
国税徴収法が、租税の滞納処分の一段階として差押を規定している（47条から81条）。